# ماری، پنجاب
ماری (به انگلیسی: Mari) یک روستا در پاکستان است که در ناحیه میانوالی واقع شده‌است.